# Umzimkhulu Local Municipality
Umzimkhulu (englisch Umzimkhulu Local Municipality) ist eine Lokalgemeinde im Distrikt Harry Gwala der südafrikanischen Provinz KwaZulu-Natal. Der Verwaltungssitz der Gemeinde befindet sich in der gleichnamigen Stadt Umzimkhulu. Bürgermeister ist Mphuthumi Mpabanga.
Der Name Umzimkhulu stammt von dem isiZulu- und isiXhosa-Wort für „Großes Haus“.

## Geografie
Erst seit Anfang des Jahres 2006 gehört die Gemeinde zum Distrikt Harry Gwala. Bis dahin war Umzimkhulu ein Teil der Provinz Ostkap. Diese Umstrukturierung brachte einige Schwierigkeiten bezüglich der Infrastruktur mit sich, da sich die Bevölkerung im Distrikt durch die Eingemeindung fast verdoppelte.
Die Gemeinde liegt in der historischen Region von Griqualand East. Umgeben wird sie von den Flüssen Umzimkhulu im Süden und dem Umkhomazi im Norden. In der näheren Umgebung befinden sich die Städte Ixopo im Osten, im Norden Underberg, Matatiele im Westen und im Süden Kokstad und Harding.

## Städte und Orte
- Cancele
- Clydesdale
- Enyanisweni
- Ibisikululwa
- Korinte
- Madakeni
- Mfundweni
- Ntsikeni
- Rietvlei
- Umzimkhulu (oder uMzimkhulu)

## Bevölkerung
Im Jahr 2011 hatte die Gemeinde 180.302 Einwohner. Davon waren 99,3 % schwarz. Erstsprache war zu 47,1 % isiZulu, zu 46,1 % isiXhosa, zu 1,6 % Englisch und zu 0,7 % isiNdebele.

## Wirtschaft
Eine hohe jährliche Niederschlagsmenge und fruchtbare Böden bilden die natürliche Basis für weitere Entwicklungspotenziale im Agrarsektor. Die Einkommensgrundlage der Bevölkerung liegt demzufolge in der Landwirtschaft und in der Weiterverarbeitung ihrer Produkte. Hauptsächlich sind das Fleisch, Geflügel, Gemüse, Mais, Milchprodukte, Rinder, Wolle, Zitrusfrüchte, Zuckerrohr und Rohholz. Trotzdem leisten viele kleine Farmen lediglich einen Beitrag zur Selbstversorgung.